# Texas Truck & Tractor Company
Texas Truck & Tractor Company war ein US-amerikanischer Hersteller von Automobilen.

## Unternehmensgeschichte
Das Unternehmen wurde 1920 in Dallas in Texas gegründet. Im gleichen Jahr begann die Produktion von Automobilen. Der Markenname lautete Texas. Trotz der Firmierung stellte das Unternehmen weder Lastkraftwagen noch Traktoren her. Noch 1920 endete die Produktion.

## Fahrzeuge
Im Angebot standen ausschließlich Personenkraftwagen. Sie waren typisch für ihre Zeit. Viele Teile wurden zugekauft.